# Матевосян, Самвел Минасович
Самвел Минасович Матевосян (арм. Սամվել Մաթեվոսյան, 11 (24) августа 1912 — 15 января 2003) — советский армянский геолог. Лейтенант Рабоче-крестьянской Красной армии, участник обороны Брестской крепости, Герой Социалистического Труда (1971).

## Биография
Самвел Матевосян родился 11 августа [24 августа] 1912 года в селе Карабах Карсской области Российской империи. В 1918 году, спасаясь от геноцида армян турецкими войсками, семья Матевосяна бежала во Владикавказ. В 1935 году Матевосян с отличием окончил Институт цветных металлов и золота в Москве, получил специальность горного инженера. Работал в Атбасарском тресте цветных металлов в Карагандинской области Казахской ССР, затем перешёл горным инженером на Кафанский горно-обогатительный комбинат в Армянской ССР, вскоре стал там же начальником группы рудников комбината.
По комсомольскому призыву Матевосян добровольно пошёл на службу в Рабоче-крестьянскую Красную армию. 23 февраля 1939 года он был призван в армию Кафанским районным военным комиссариатом Армянской ССР. Матевосяна направили в 84-й стрелковый полк 6-й стрелковой дивизии, дислоцировавшейся в Бресте. В 1940 году он вступил в ВКП(б). Старшина Самвел Матевосян к началу Великой Отечественной войны был заместителем политрука и командиром отделения в Брестской крепости.

## Великая Отечественная война
Когда 22 июня 1941 года немецкие войска атаковали территорию Советского Союза, приграничная Брестская крепость подверглась нападению одной из первых. Матевосян командовал первой контратакой, в ходе которой его отделение уничтожило отряд немецких автоматчиков, которые прорвались к центру крепости. На третий день войны Матевосян получил ранение осколком снаряда в бедро, и он был перенесён в подвал вместе с остальными ранеными, где и был захвачен в плен 5 июля 1941 года.
Содержался в лагере для военнопленных в Южном военном городке Бреста. Когда осенью зажило ранение, Матевосян бежал из лагеря и присоединился к отряду партизан. Во время одного из боёв он получил тяжёлое ранение и был оставлен партизанами в крестьянской семье до выздоровления. Когда через некоторое время Матевосян был обнаружен местными полицаями, он был вынужден бежать в город Луцк Волынской области Украинской ССР и устроиться там на работу в артель сапожников. Сумел выйти на связь с местными коммунистами-подпольщиками.
Вскоре после освобождения Луцка в феврале 1944 года повторно призван на службу в армию и направлен на офицерские курсы, по окончании которых в звании лейтенанта принял под своё командование гвардейскую штурмовую роту. Принимал участие в штурме Берлина. За время своего участия в боевых действиях ещё три раза был ранен. В Берлине Матевосян был одним из тех, кто расписался на рейхстаге: «Я из Бреста. Самвел Матевосян».

## Послевоенная жизнь
Демобилизовавшись, некоторое время не мог устроиться на работу из-за своего пребывания в плену и на оккупированной территории. Несмотря на инвалидность, он сумел добиться зачисления в геологоразведочную экспедицию и вернулся к своей довоенной профессии. В 1954 году перед ним была поставлена задача закрытия и консервации Зодских золотых рудников, но благодаря усилиям Матевосяна они были признаны перспективными, а он назначен на должность руководителя треста по их разработке.
В 1954 году, когда писатель Сергей Смирнов стал исследовать историю обороны Брестской крепости, первым, кого он сумел найти из её защитников, был Самвел Матевосян. В августе того же года состоялась первая встреча участников обороны крепости. В 1955 году благодаря ходатайству Смирнова Матевосян был восстановлен в КПСС с сохранением партийного стажа. Он был представлен к званию Героя Советского Союза, но представление было отклонено по причине его нахождения в плену и на оккупированной территории.
К началу 1970-х годов был начальником производственного геологоразведочного Управления цветной металлургии Совета Министров Армянской ССР. В 1971 году Указом Президиума Верховного Совета СССР за «выдающиеся успехи, достигнутые в развитии цветной металлургии» Самвел Матевосян был удостоен высокого звания Героя Социалистического Труда с вручением ордена Ленина и золотой медали «Серп и Молот».
Когда в 1971 году вышел второй том нового издания Большой Советской энциклопедии, в статье, посвящённой Брестской крепости, говорилось:
Сов. народ чтит память отважных защитников Б. к.: капитана В. В. Шабловского, ст. политрука Н. В. Нестерчука, лейтенантов И. Ф. Акимочкина, А. М. Кижеватова, А. Ф. Наганова, мл. политрука А. П. Каландадзе, зам. политрука С. М. Матевосяна…
Таким образом, в энциклопедии Матевосян был назван погибшим, что позволило появиться слухам о том, что он присвоил себе документы настоящего Матевосяна. Когда в ЦК КПСС пришло анонимное письмо, Комиссией партийного контроля было возбуждено персональное дело, которое было поставлено на контроль лично председателем Комиссии А. Я. Пельше, который прилетал в Армению для разбирательства, и первым секретарём ЦК КП Армянской ССР Демирчяном. После установления всех обстоятельств дело было закрыто. Однако в ходе расследования было установлено, что во время строительства личной дачи Матевосян закупил по оптовым ценам стройматериалов на общую сумму 641 рубль 19 копеек. За это он был уволен с работы и осуждён к лишению свободы сроком на 6 месяцев условно. Дача была конфискована. В 1974 году он был исключён из рядов КПСС, а в следующем году — лишён звания Героя Социалистического Труда. От него отвернулись даже его друзья и знакомые.
Когда от писателя Сергея Смирнова потребовали убрать несколько глав, в том числе и главу о Матевосяне, тот отказался сделать это, в результате чего весь тираж книги «Брестская крепость» (около 130 тысяч экземпляров) был уничтожен.
В 1987 году уголовное дело против Матевосяна было прекращено за отсутствием состава преступления. В 1990 году он был повторно восстановлен в КПСС. После распада СССР переехал на постоянное место жительства в Россию. В 1996 году Указом Президента России звание Героя Социалистического Труда Матевосяну было возвращено.

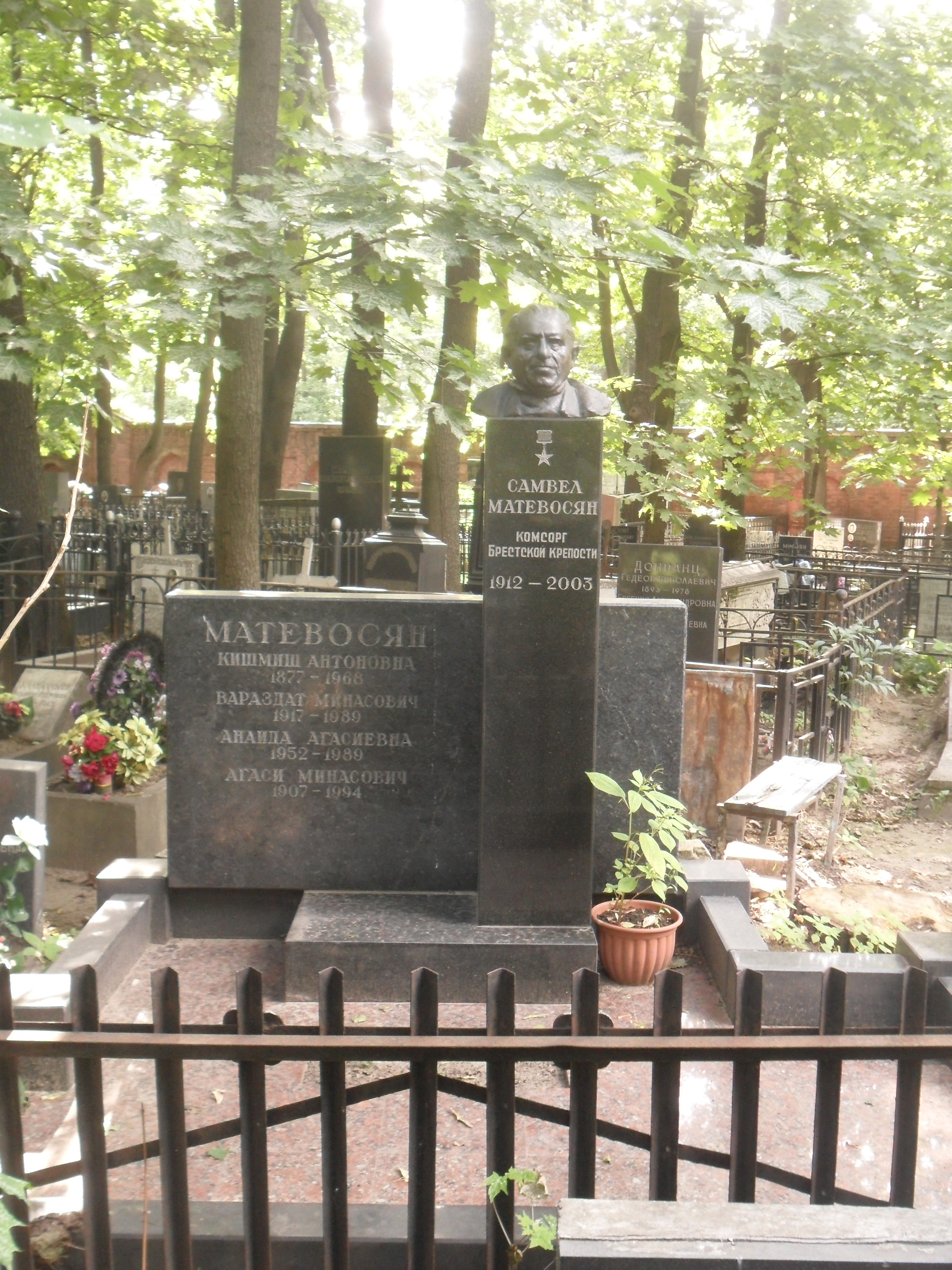
Могила Матевосяна на Армянском кладбище Москвы.

Скончался 15 января 2003 года. Похоронен в Москве на Армянском кладбище.
Был также награждён орденами Отечественной войны 1-й и 2-й степени и Красной Звезды, а также рядом медалей.

## В кино
- 2010 — В фильме «Бресткая крепость» его роль исполнил актёр Беник Аракелян.
- 2010 — документально-игровой фильм Алексея Пивоварова «Брест. Крепостные герои» (НТВ)